# Dariusz Kotecki
Dariusz Maciej Kotecki (ur. 29 października 1966 w Iławie) – polski duchowny rzymskokatolicki, teolog-biblista, profesor nauk teologicznych, wykładowca Uniwersytetu Mikołaja Kopernika w Toruniu.

## Życiorys
Święcenia kapłańskie przyjął 6 czerwca 1992. W latach 1992–1996 odbył studia z zakresu biblistyki na Wydziale Biblijnym Papieskiego Instytutu Biblijnego w Rzymie. W latach 1996–1999 kontynuował studia na Wydziale Teologicznym Papieskiego Uniwersytetu Gregoriańskiego w Rzymie, gdzie uzyskał stopień naukowy doktora nauk teologicznych, specjalność: biblistyka, na podstawie rozprawy pt. Con Gesù nella barca. Contributo allo studio del discepolato nel Vangelo di Marco (promotor: o. prof. Klemens Stock SJ). W 2007 na Wydziale Teologicznym Uniwersytetu Kardynała Stefana Wyszyńskiego w Warszawie otrzymał stopień doktora habilitowanego nauk teologicznych na podstawie dorobku naukowego oraz rozprawy pt. Duch Święty w zgromadzeniu liturgicznym w świetle Apokalipsy Św. Jana. 19 grudnia 2014 prezydent RP nadał mu tytuł naukowy profesora nauk teologicznych.
W latach 2012–2020 piastował stanowisko dziekana Wydziału Teologicznego Uniwersytetu Mikołaja Kopernika w Toruniu. W 2020 i 2024 r. wybrany został w skład Komitetu Nauk Teologicznych PAN na lata 2020–2023 oraz 2023–2026. W 2024 r. ponownie wybrany dziekanem Wydziału Teologicznego UMK (na kadencję 2024-2028). 
Od 2023 r. jest przewodniczącym Stowarzyszenia Biblistów Polskich na kadencję 2023-2028. W maju 2024 roku został ponownie wybrany dziekanem Wydziału Teologicznego UMK.

## Wybrane publikacje
- "Bądźmy uczniami Chrystusa". Dziesięć kroków z Ewangelią według św. Marka, Toruń: Toruńskie Wydawnictwo Diecezjalne, 2008.
- Jezus a Bóg Izraela w Apokalipsie św. Jana, Toruń: Wydawnictwo Naukowe Uniwersytetu Mikołaja Kopernika, 2013.
- Kościół w świetle Apokalipsy św. Jana, Częstochowa: Edycja Świętego Pawła, 2008[9].